# Борзова, Ирина Александровна
Ирина Александровна Борзова — российская спортсменка, чемпионка мира по спортивной акробатике в номинации «Женские групповые упражнения» на чемпионате мира по акробатике 2008 в Глазго (вместе с Тамарой Турлачёвой и Татьяной Барановской). Тренировалась под руководством Натальи Мельниковой и хореографа Людмилы Артемьевой в детско-юношеской спортивной школе олимпийского резерва № 46 г. Москвы (район Бирюлёво Восточное).

## Спортивные достижения
- Бронза на Кубке мира во Франции (2008)[1][2].
- Золото на Чемпионате мира по акробатике (Глазго, 2008).